# Saint-Julien-les-Villas
Saint-Julien-les-Villas is een gemeente in het Franse departement Aube (regio Grand Est). De gemeente telde 6.752 inwoners op 1 januari 2022. De plaats maakt deel uit van het arrondissement Troyes.

## Geschiedenis
De plaats is ontstaan onder de naam Sancey. Ze werd voor het eerst vermeld in 1107. In de plaatselijke kerk werden relieken van de heilige Juliaan van Brioude vereerd en de plaats daarom vanaf de 15e eeuw Sancey Saint-Julien genoemd. Dit werd later kortweg Saint-Julien. In 1919 werd de naam Saint-Julien-les-Villas aangenomen.
In de gemeente lag het Château des Cours, dat in 1945 werd verwoest. Charles Perrault, Jean de La Fontaine, Nicolas Boileau en Bernard le Bovier de Fontenelle verbleven op het kasteel. De kerk Saint-Julien-de-Brioude werd gebouwd in de 16e eeuw maar werd tussen 1871 en 1879 herbouwd in neogotische stijl.
In de 17e eeuw bouwden rijke lieden uit Troyes buitenhuizen in het landelijke Saint-Julien (de villa's uit de naam van de gemeente). Sindsdien is de gemeente sterk verstedelijkt. Een belangrijke trekpleister is het winkelcentrum Marques Avenue met fabriekswinkels voor kleding.

## Geografie
De oppervlakte van Saint-Julien-les-Villas bedroeg op 1 januari 2022 5,26 vierkante kilometer; de bevolkingsdichtheid was toen 1.283,7 inwoners per km². De gemeente ligt ten zuidoosten van Troyes en maakt deel uit van de stedelijke agglomeratie van die stad. Het Canal des Trevois loopt door de gemeente.
De onderstaande kaart toont de ligging van Saint-Julien-les-Villas met de belangrijkste infrastructuur en aangrenzende gemeenten.

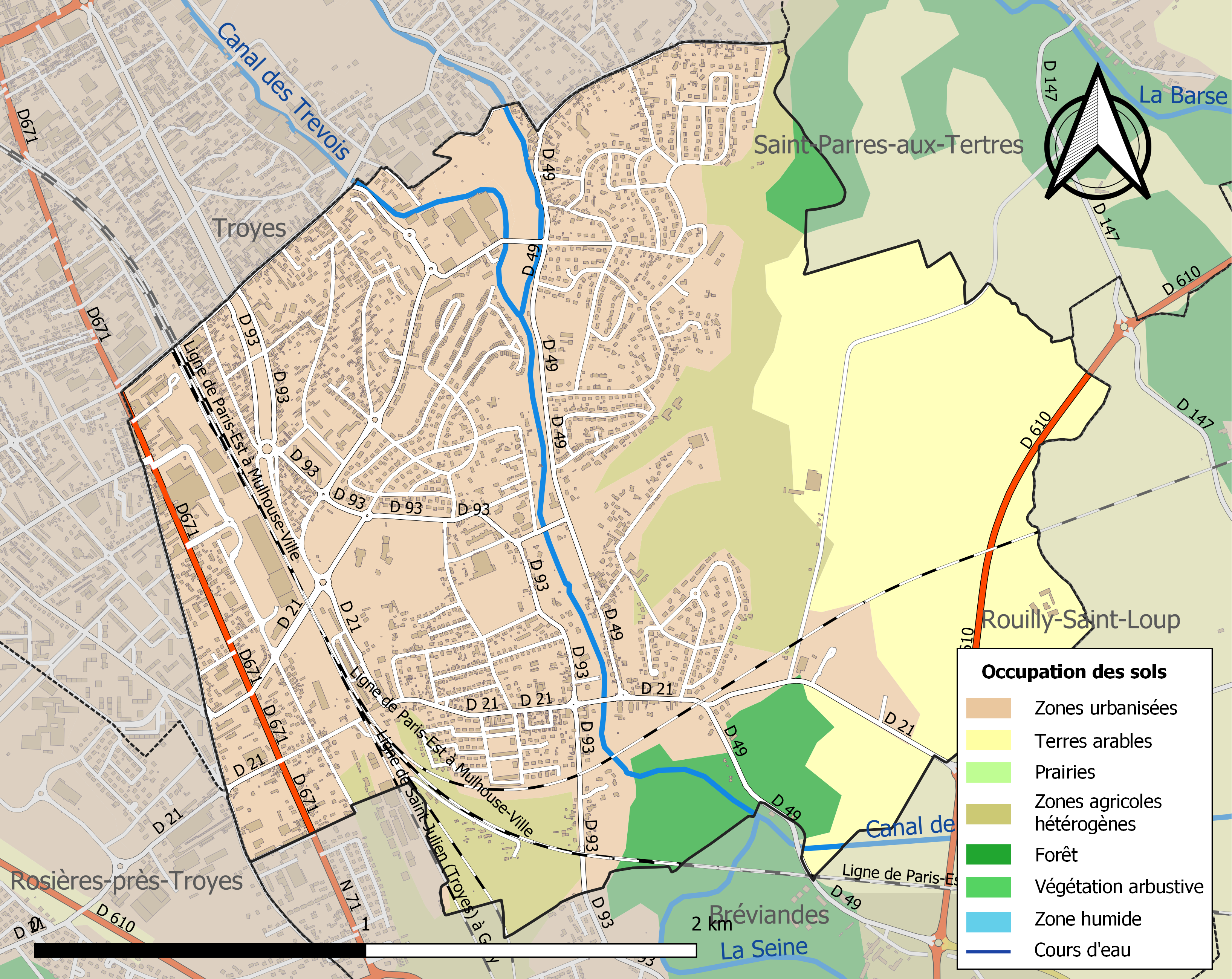

## Demografie
Onderstaande figuur toont het verloop van het inwonertal (bron: INSEE-tellingen).

Vanwege een beveiligingsprobleem met de MediaWiki Graph-software is het momenteel niet mogelijk deze grafiek weer te geven. Zodra de software is bijgewerkt zal de grafiek vanzelf weer zichtbaar worden.